# Varga Réka
Varga Réka (Budapest, 1977. február 10.  - ) magyar jogász, alkotmánybíró, egyetemi docens.

## Életpályája
A budapesti Eötvös Loránd Tudományegyetem Állam- és Jogtudományi Karán szerzett jogász diplomát 2001-ben. 2001 és  2009 között a Vöröskereszt Nemzetközi Bizottsága jogi tanácsadója volt. Ezt követően 2009-től 2016-ig a Magyar Vöröskereszt jogi tanácsadója volt, 2016-tól  pedig önkéntese.
2016-tól 2019-ig a Külgazdasági és Külügyminisztérium Nemzetközi Jogi Főosztályának vezetője, 2019-2020 között az Alapvető Jogok Biztosának Hivatala főtitkára, 2020-tól 2023-ig az Igazságügyi Minisztérium nemzetközi jogi főtanácsadója volt.
Varga Réka 2004-től a Pázmány Péter Katolikus Egyetem Jog-és Államtudományi Karán megbízott oktató, adjunktus, majd docens, 2022-ben megbízott tanszékvezető. 2021-től 2022-ig a Nemzeti Közszolgálati Egyetem Európa Stratégia Kutatóintézetének tudományos főmunkatársa volt. 2022-től ő az NKE Államtudományi és Nemzetközi Tanulmányok Karának dékánja, egyben a Nemzetközi Jogi Tanszék egyetemi docense.
2013-ban PhD fokozatot szerzett.

## Szakerületei
Szakterületei: a nemzetközi jog, a nemzetközi humanitárius jog, a nemzetközi büntetőjog, a nemzetközi jog és belső jog kapcsolata, a nemzetközi szervezetek joga, az immunitás, a nemzetközi szerződések joga.

## Alkotmánybíróként
2023. július 4-én választotta őt az Országgyűlés az Alkotmánybíróság tagjává, 2023. szeptember 2-i hatállyal.
2024. június 19.  és 2025. március 26. között az Alkotmánybíróság elnökhelyettese volt.

## Főbb publikációi
A Nemzetközi Büntetőbíróság (ICC) elfogatóparancsot adott ki Putyin ellen